# Matilda Vinberg
Matilda Liv Vinberg (Stoccolma, 16 marzo 2003) è una calciatrice svedese, attaccante del Tottenham e della nazionale svedese.

## Carriera

### Club
Vinberg si avvicina al calcio fin da giovanissima, decidendo di tesserarsi con l'Enskede IK, club con sede nell'area urbana della natia Stoccolma, nella circoscrizione Enskede-Årsta-Vantör, iniziando a giocare nelle sue formazioni giovanili dall'età di 7 anni. Nel 2018, allora quindicenne, viene aggregata in prima squadra iscritta alla Division 1, facendo il suo debutto nel campionato di terzo livello nazionale di categoria, maturando nelle tre stagioni con il club 33 presenze e segnando 18 gol in 33 presenze in campionato.
L'8 gennaio 2021, Vinberg firma un contratto biennale con l'Hammarby, club che dopo due stagioni in cadetteria aveva per quell'anno riconquistato la promozione in Damallsvenskan adeguando il proprio organico per la sua maggiore competitività. A disposizione del tecnico Pablo Piñones-Arce, nella sua stagione d'esordio colleziona 17 presenze in campionato, segnando due gol e aiutando la squadra a raggiungere il 7º posto in classifica. A novembre, convinta delle potenzialità della sua squadra, firma un nuovo contratto biennale con il club.
Nella successiva stagione, Vinberg è scesa in campo in tutti i 26 incontri di campionato, segnando tre reti, contribuendo a far raggiungere all'Hammarby un buon 5º posto in classifica e mettendosi particolarmente in luce tanto da ottenere, a fine della stagione, il premio Breakthrough Player of the Year in Damallsvenskan. Quello stesso anno è stata anche eletta Giocatrice dell'anno dell'Hammarby dai sostenitori del club.
La stagione 2023 si rivela essere quella della definitiva consacrazione; dopo aver contribuito alla conquista della terza Coppa di Svezia femminile per il club, disputando la finale del 6 giugno vinta 3-0 sull'Häcken davanti al pubblico del Tele2 Arena di Stoccolma, l'Hammarby torna a vincere anche la Damallsvenskan 2023, conquistando il suo secondo campionato svedese dopo 38 anni, con Vinberg che ha segnato sette gol in 22 presenze in Damallsvenskan. A contratto in scadenza, il 28 dicembre il club annuncia la volontà di Vinberg di lasciare l'Hammarby alla fine dell'anno.
Già il 2 gennaio 2024 viene annunciato il suo trasferimento al Tottenham, per quella che sarà la sua prima esperienza professionale all'estero, firmando un contratto che la lega per per due anni e mezzo al club dell'omonimo quartiere londinese. A disposizione del tecnico Robert Vilahamn per la seconda parte della stagione 2023-2024, fa il suo debutto in Women's Super League il 21 gennaio, alla 11ª giornata di campionato, rilevando all'80' Celin Bizet Ildhusøy nell'incontro vinto 4-3 in trasferta sul West Ham, mentre per la sua prima rete deve aspettare poco meno di due mesi siglando la rete nella vittoria per 1-0 sul Leicester City il 17 marzo 2024, alla 16ª giornata.

### Nazionale
Notata dalla Federcalcio svedese come potenziale nuovo elemento da inserire in organico con le proprie formazioni giovanili, Vinberg inizia ad essere convocata nel 2018, inizialmente per vestire la maglia della selezione under 15 in occasione di una doppia sfida amichevole con le pari età di Norvegia, alle quali segna una tripletta nella vittoria per 6-3 del secondo incontro il 23 settembre, suo esordio assoluto con la maglia della nazionale, e Finlandia del settembre e ottobre di quell'anno.
L'anno seguente è chiamata in under 16 prima, in aprile, in occasione di un torneo semiufficiale patrocinato UEFA in Slovenia, e successivamente, in luglio, nell'edizione 2019 del Nordisk Flick (Nordic Cup) destinata a formazioni giovanili scandinave, maturando con i successivi tornei amichevoli 12 presenze con un gol realizzato con questa selezione.
Dal 2020 è aggregata alla under 17, chiamata in rosa con la squadra che affronta la MIMA Cup 2020 a San Pedro del Pinatar, Spagna, per poi passare direttamente alla under 23 guidate da Renée Slegers nel 2021, anno in cui matura, sempre in amichevole, una presenza nella under 18 contro il Belgio e inizia le convocazioni anche in under 19. Con la maggiore delle giovanili svedesi tra il 2021 e il 2023 gioca 10 incontri siglando 2 reti, tutte in tornei amichevoli, debuttando il 10 giugno 2021 nel pareggio per 2-2 con la Francia., con la under 19 con le stesse presenze ne sigla 3, disputando qualificazioni e fase finale dell'Europeo di Repubblica Ceca 2022, con la sua nazionale che giunge fino alle semifinali.
Nel frattempo, nel settembre 2022, arriva anche la prima chiamata con la nazionale maggiore, convocata dal commissario tecnico Peter Gerhardsson assieme ad Hanna Wijk, altra novità nell'organico svedese, per uno stage preliminare, tuttavia per concretizzarsi in una convocazione in un incontro ufficiale deve attendere altri due mesi venendo poi impiegata per la prima volta nella sconfitta in amichevole per 4-0 con l'Australia del 12 novembre 2022, dove rileva Madelen Janogy al 71'.
Per la prima rete deve attendere il 28 febbraio 2024, quando apre le marcature nella vittoria per 5-0 sulla Bosnia ed Erzegovina, incontro valido per gli spareggi dell'edizione inaugurale della UEFA Women's Nations League, e che grazie anche all'identico risultato all'andata fa mantenere alla squadra scandinava la partecipazione nella Lega A per l'edizione 2025.

## Statistiche

### Presenze e reti nei club
Statistiche (parziali) aggiornate al 5 aprile 2025.
| Stagione          | Squadra           | Campionato        | Campionato | Campionato | Coppe nazionali | Coppe nazionali | Coppe nazionali | Coppe continentali | Coppe continentali | Coppe continentali | Altre coppe | Altre coppe | Altre coppe | Totale | Totale |
| Stagione          | Squadra           | Comp              | Pres       | Reti       | Comp            | Pres            | Reti            | Comp               | Pres               | Reti               | Comp        | Pres        | Reti        | Pres   | Reti   |
| ----------------- | ----------------- | ----------------- | ---------- | ---------- | --------------- | --------------- | --------------- | ------------------ | ------------------ | ------------------ | ----------- | ----------- | ----------- | ------ | ------ |
| 2018              | Enskede IK        | Div 1             | 7          | 3          | CS              | ?               | ?               | -                  | -                  | -                  | -           | -           | -           | 7+     | 3+     |
| 2019              | Enskede IK        | Div 1             | 15         | 9          | CS              | ?               | ?               | -                  | -                  | -                  | -           | -           | -           | 15+    | 9+     |
| 2020              | Enskede IK        | Div 1             | 11         | 6          | CS              | 2               | 2               | -                  | -                  | -                  | -           | -           | -           | 13     | 8      |
| Totale Enskede IK | Totale Enskede IK | Totale Enskede IK | 33         | 18         | -               | 2+              | 2+              | -                  | -                  | -                  | -           | -           | -           | 35+    | 20+    |
| 2021              | Hammarby          | DS                | 17         | 2          | CS              | 5               | 4               | -                  | -                  | -                  | -           | -           | -           | 22     | 6      |
| 2022              | Hammarby          | DS                | 26         | 3          | CS              | 5               | 4               | -                  | -                  | -                  | -           | -           | -           | 31     | 7      |
| 2023              | Hammarby          | DS                | 22         | 7          | CS              | 1               | 1               | -                  | -                  | -                  | -           | -           | -           | 23     | 8      |
| Totale Hammarby   | Totale Hammarby   | Totale Hammarby   | 65         | 12         | -               | 11              | 9               | -                  | -                  | -                  | -           | -           | -           | 76     | 21     |
| gen.-giu. 2024    | Tottenham         | WSL               | 11         | 1          | WC              | 5               | 0               | -                  | -                  | -                  | WLC         | 2           | 0           | 18     | 1      |
| 2024-2025         | Tottenham         | WSL               | 15         | 0          | WC              | 1               | 0               | -                  | -                  | -                  | WLC         | 4           | 1           | 20     | 1      |
| Totale Tottenham  | Totale Tottenham  | Totale Tottenham  | 26         | 1          | -               | 6               | 0               | -                  | -                  | -                  | -           | 6           | 1           | 38     | 2      |
| Totale carriera   | Totale carriera   | Totale carriera   | 124        | 31         | -               | 19+             | 11+             | -                  | -                  | -                  | -           | 6           | 1           | 149+   | 43+    |

### Cronologia presenze e reti in nazionale
| Cronologia completa delle presenze e delle reti in nazionale ― Svezia F | Cronologia completa delle presenze e delle reti in nazionale ― Svezia F | Cronologia completa delle presenze e delle reti in nazionale ― Svezia F | Cronologia completa delle presenze e delle reti in nazionale ― Svezia F | Cronologia completa delle presenze e delle reti in nazionale ― Svezia F | Cronologia completa delle presenze e delle reti in nazionale ― Svezia F | Cronologia completa delle presenze e delle reti in nazionale ― Svezia F | Cronologia completa delle presenze e delle reti in nazionale ― Svezia F |
| Data                                                                    | Città                                                                   | In casa                                                                 | Risultato                                                               | Ospiti                                                                  | Competizione                                                            | Reti                                                                    | Note                                                                    |
| ----------------------------------------------------------------------- | ----------------------------------------------------------------------- | ----------------------------------------------------------------------- | ----------------------------------------------------------------------- | ----------------------------------------------------------------------- | ----------------------------------------------------------------------- | ----------------------------------------------------------------------- | ----------------------------------------------------------------------- |
| 12-11-2022                                                              | Melbourne                                                               | Australia                                                               | 4 – 0                                                                   | Svezia                                                                  | Amichevole                                                              | -                                                                       | 71’                                                                     |
| 7-4-2023                                                                | Malmö                                                                   | Svezia                                                                  | 0 – 1                                                                   | Danimarca                                                               | Amichevole                                                              | -                                                                       | 69’                                                                     |
| 11-4-2023                                                               | Göteborg                                                                | Svezia                                                                  | 3 – 3                                                                   | Norvegia                                                                | Amichevole                                                              | -                                                                       | 77’                                                                     |
| 31-10-2023                                                              | Malmö                                                                   | Svezia                                                                  | 1 – 1                                                                   | Italia                                                                  | UEFA Women's Nations League 2023-2024 - Fase a gironi                   | -                                                                       | 64’                                                                     |
| 1-12-2023                                                               | Lucerna                                                                 | Svizzera                                                                | 1 – 0                                                                   | Svezia                                                                  | UEFA Women's Nations League 2023-2024 - Fase a gironi                   | -                                                                       | 74’                                                                     |
| 28-2-2024                                                               | Stoccolma                                                               | Svezia                                                                  | 5 – 0                                                                   | Bosnia ed Erzegovina                                                    | UEFA Women's Nations League 2023-2024 - Spareggi                        | 1                                                                       |                                                                         |
| 31-5-2024                                                               | Dublino                                                                 | Irlanda                                                                 | 0 – 3                                                                   | Svezia                                                                  | Qual. Euro 2025                                                         | -                                                                       | 67’                                                                     |
| 12-7-2024                                                               | Digione                                                                 | Francia                                                                 | 2 – 1                                                                   | Svezia                                                                  | Qual. Euro 2025                                                         | -                                                                       | 61’                                                                     |
| 25-10-2024                                                              | Esch-sur-Alzette                                                        | Lussemburgo                                                             | 0 – 4                                                                   | Svezia                                                                  | Qual. Euro 2025 - Spareggi                                              | -                                                                       | 66’                                                                     |
| 25-2-2025                                                               | Wrexham                                                                 | Galles                                                                  | 1 – 1                                                                   | Svezia                                                                  | UEFA Women's Nations League 2025 - Fase a gironi                        | -                                                                       | 62’                                                                     |
| Totale                                                                  |                                                                         | Presenze                                                                | 10                                                                      |                                                                         | Reti                                                                    | 1                                                                       |                                                                         |

## Palmarès

### Club
- Campionato svedese: 1

Hammarby: 2023
- Coppa di Svezia: 1

Hammarby: 2022-2023